# Куноса

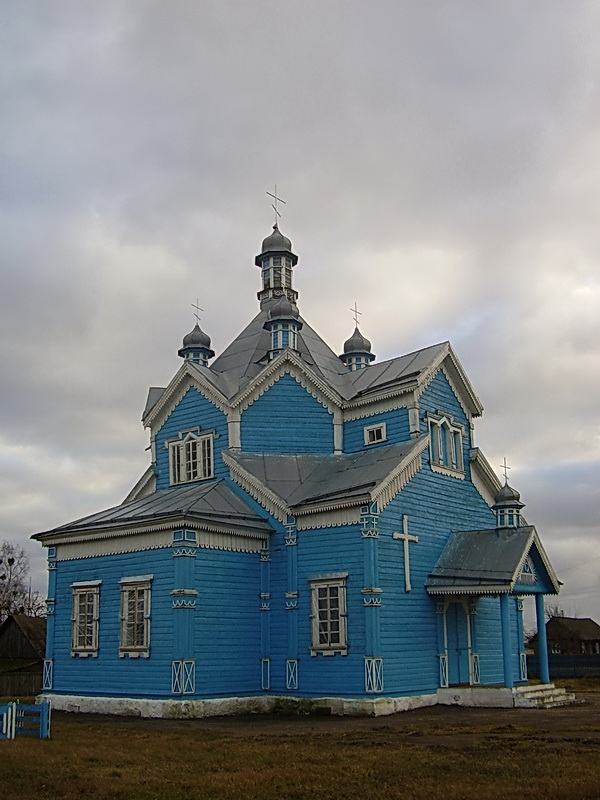
Благовещенская церковь

Куноса (бел. Кунаса) — деревня в Несвижском районе Минской области. Входит в состав Сейловичского сельсовета. Население 122 человека (2009).

## География
Куноса находятся в 4 км к северо-востоку от центра сельсовета, села Сейловичи и в 14 км к северо-востоку от центра города Несвиж. Рядом с деревней проходит граница со Столбцовским районом. Местность принадлежит бассейну Немана, через деревню течёт ручей, впадающий в реку Говезнянка, приток Немана. На ручье около деревни плотина и небольшая запруда. Местная автодорога соединяет Куносу с Сейловичами.

## История
Впервые упоминается в 1516 году, как имение в Новогрудском воеводстве Великого княжества Литовского. Король Сигизмунд I подтвердил права на него Николаю Пацу. Пацам имение принадлежало 1589 года, когда Ян Пац продал его Николаю Христофору Радзивиллу «Сиротке».
В XVII—XVIII веках имение принадлежало Радзивиллам. в 1730 году в Куносе уже действовала Благовещенская церковь. В 1793 году в результате второго раздела Речи Посполитой Куноса вошла в состав Российской империи, принадлежала Слуцкому уезду. В 1809 году деревня и фольварк Куноса относились к Несвижской ординации Радзивиллов. В 1815 году на деньги Радзивиллов была отремонтирована приходская Благовещенская церковь.
В 1858 году в поместье было 310 жителей, в селе — 102, работала церковно-приходская школа. В 1877 году церковь полностью сгорела. В 1882—1887 годах построена новая деревянная Благовещенская церковь, сохранившаяся до наших дней. В 1897 году Куноса насчитывала 39 дворов и 210 жителей.
В результате Рижского мирного договора 1921 года Куноса вошла в состав межвоенной Польши, где была в составе Несвижского повета Новогрудского воеводства. В 1921 году насчитывала 271 жителя. С сентября 1939 года в БССР.

## Достопримечательности
- Благовещенская церковь (1887 год). Деревянная православная церковь, памятник архитектуры русского стиля.